# الهوية الدولية لمشترك الجوال
الهوية الدولية لمشترك الجوال (IMSI) أو الهوية الدولية لمشترك الهاتف النقال أو هوية مشترك الجوال الدولية (بالإنجليزية: International mobile subscriber identity)‏ هو رقم تعريف لهوية المشترك بالشبكة الخلوية يوجد بداخل شريحة وحدة تعريف المشترك (SIM) ، وتتألف من رقم متسلسل يتكون غلباً من 15 رقماً.